# Dörfles-Esbach
Dörfles-Esbach er en kommune i Landkreis Coburg i Regierungsbezirk Oberfranken i den tyske delstat Bayern. Kommunen ligger ved den nordøstlige udkant af Coburg.
Kommunen består af de to landsbyer der har givet navn til den:
- Dörfles
- Esbach

I Dörfles-Esbach tales en frankisk dialekt der kaldes Itzgründisch.

## Historie
Esbach er kendt tilbage til 1149 som Groß-Espe , mens Dörfles først er kendt fra 1317 . Kommunen hørt til 1918 til hertugdømmet Sachsen-Coburg. I 1971 sluttede Dörfles og Esbach sig sammen til én kommune.